# Boża Wola (powiat zamojski)
Boża Wola, – wieś w Polsce, położona w województwie lubelskim, w powiecie zamojskim, w gminie Adamów.
| SIMC    | Nazwa      | Rodzaj    |
| ------- | ---------- | --------- |
| 0885056 | Bór        | część wsi |
| 0885062 | Dąbrowa    | część wsi |
| 0885079 | Koziarka   | część wsi |
| 0885085 | Lipina     | część wsi |
| 0885091 | Poćwiartki | część wsi |
| 0885100 | Stara Wieś | część wsi |
| 0885116 | Żyznów     | część wsi |

W latach 1975–1998 wieś należała administracyjnie do województwa zamojskiego.
W latach 1915–1916 na terenie miejscowości znajdowała się stacja linii kolejowej Bełżec – Trawniki o nazwie Sorge.
Na obszarze wsi wyodrębniono dwa sołectwa gminy Adamów: Boża Wola A i Boża Wola B.  Według Narodowego Spisu Powszechnego z roku 2011 wieś liczyła 267 mieszkańców i była ósma co do liczby ludności miejscowością gminy.
Wierni Kościoła rzymskokatolickiego należą do parafii Przemienienia Pańskiego w Suchowoli.